# Mariental
Mariental (wymowa afrikaans: [mɐrintɐl]) – miasto w Namibii; w regionie Hardap; 15 tys. mieszkańców (2013). Przemysł spożywczy.